# Constantin Zureyq
Constantin Zureyq (in arabo قسطنطين زريق‎?, Qusṭanṭīn Zurayq; Damasco, 18 aprile 1909 – Beirut, 11 agosto 2000) è stato un politologo siriano, teorico del nazionalismo arabo moderno.

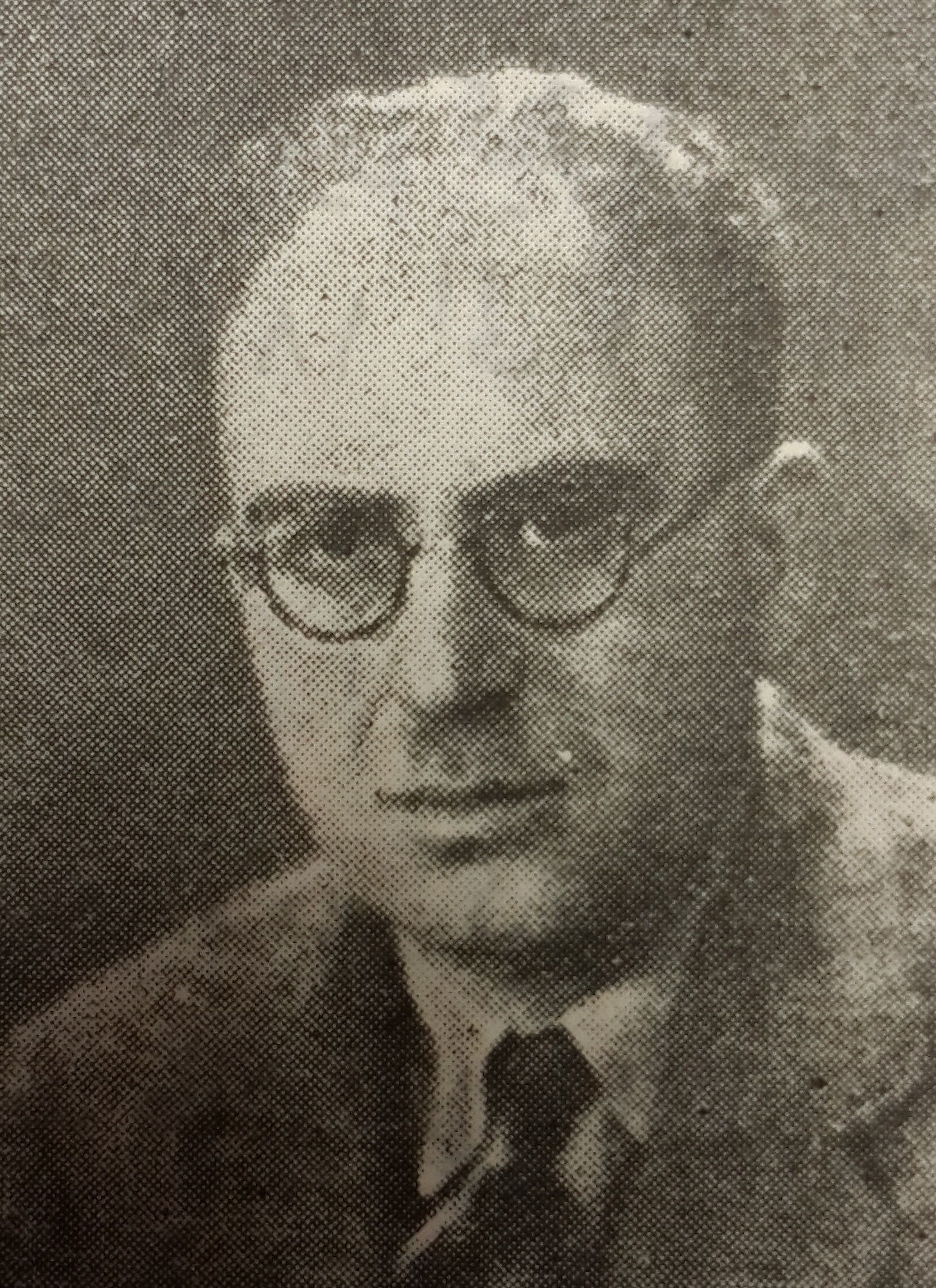
Foto di mezz'età

Sviluppò idee politiche quali "la missione degli Arabi" e "la filosofia nazionale" che saranno destinate a diventare i principali concetti politici dei nazionalisti arabi. Era un convinto sostenitore della necessità di una riforma intellettuale della società araba, sottolineando con forza il bisogno di un approccio razionalista e di una rivoluzione morale.

## Vita e carriera accademica
Nacque a Damasco nel 1909 da famiglia greco-ortodossa, e seguì i suoi studi elementari e secondari in una scuola ortodossa. In seguito studiò nell'Università americana di Beirut prima di completare la sua formazione negli Stati Uniti d'America: dapprima laureandosi nell'Università di Chicago nel 1928, quindi nell'Università di Princeton, dove conseguì un PhD in Storia nel 1930.
Dopo aver ottenuto il suo dottorato, Zureyq lavorò come conferenziere e diplomatico (fu Primo Consigliere della legazione siriana alle Nazioni Unite nel 1945 e delegato nel Consiglio di Sicurezza e nell'Assemblea generale delle Nazioni Unite nel 1946), prima di essere nominato assistente e in seguito professore ordinario nell'Università di Damasco. Nel 1952 divenne vicepresidente di quello stesso Ateneo e tra il 1954 e il 1957 fu Presidente dell'Università americana di Beirut.

Fu Visiting Professor nella Columbia University di New York e nella università cattolica di Georgetown a Washington.

## Contributo allo sviluppo del nazionalismo arabo
La prima pubblicazione di rilievo di Zureyq si basava su una sua conferenza svolta nel 1938 e che era intitolata La coscienza araba (al-waʿī al-ʿarabī). Nel libro, edito nel 1939, egli parla del concetto di missione araba, spiegando che ogni nazione ha un messaggio da portare alla cultura umana e alla sua civiltà. La coscienza di avere una missione nazionale darebbe agli Arabi una fierezza perduta durante l'epoca coloniale e farebbe loro riguadagnare in tal modo il ruolo che essi avevano in passato svolto nel mondo.
Zureyq reclamava del pari una "filosofia nazionale": un pensiero politico riservato alla gioventù araba per formare un'élite intellettuale e nazionalista, purché il popolo esprimesse una fede nazionalistica. Una tal filosofia era necessaria – diceva – per il rinnovamento nazionale.
Questi due concetti divennero fondamentali nelle coscienze dei nazionalisti e influenzarono molti intellettuali arabi, tra cui Michel Aflaq, e partiti politici come il Ba'th, che ripresero tali idee sotto differenti forme. 

All'inizio degli anni Cinquanta, Zureyq incontrò George Habash, col quale dette vita al Movimento Nazionalista Arabo (MNA), che adottava le idee dei suoi due fondatori. Era un movimento socialista, nazionalista panarabo rivoluzionario e laico.

## Opere scelte
- La coscienza araba (al-waʿī al-ʿarabī) - 1938
- La coscienza nazionalista (al-waʿī al-qawmī)
- Il significato della catastrofe (Maʿnā al-nakba) - 1948
- Noi e la storia (Naḥnu wa l-taʾrīkh) - 1959
- Noi e il futuro (Naḥnu wa l-mustaqbal) - 1977
- Il libro rosso (al-Kitāb al-aḥmar)